# José Luis Bote
José Luis Bote né le 29 juillet 1967 à Madrid,  est un matador espagnol. Il est issu de l'école taurine  de Madrid.

## Présentation et carrière
Sa première novillada piquée a lieu en 1984 après une brillante carrière de novillero aux côtés de ses amis « El Fundi » et « Joselito ».
Le 25 juillet 1985, il se présente à Madrid en novillada piquée avec Manuel de Paz et Ricardo Sanchez devant des novillos de l'élevage du comte de Mayalde. 
Il prend son alternative le 22 septembre 1987 à Villaviciosa de Odón près de Madrid avec pour parrain « Joselito », et pour témoin, « El Fundi » devant des taureaux de l'élevage de Manuel San Román. C'est un beau succès avec deux et une oreilles.
Il confirme l'année suivante à Las Ventas le 22 mai 1988 avec le même parrain et le même témoin devant du bétail de l'élevage Sayalero y Bandrés.
En France il débute à Céret le 16 juillet 1989 en compagnie de Nimeño II et de José Luis Palomar. 
Une grave blessure reçue en 1992 à Madrid l'éloigne des ruedos pendant deux ans. Son retour paraît compromis, mais Bote recommence avec courage et il fait ses débuts en Équateur à Riobamba le 24 avril 1994 dans une corrida mixte. Il confirme à Mexico le  1er janvier 1996 dans une corrida mixte avec Manolo Arruza comme parrain, et Alejandro Silveti comme témoin. La même année, il remporte un beau succès à Aguascalientes (Mexique, État d'Aguascalientes).
Considéré comme un torero courageux, qui n'aura jamais eu peur d'affronter les taureaux réputés durs, il a fait une carrière honnête, sans toutefois atteindre le rang de figura. Il s'est retiré en 2006. Il donne des cours à l'école taurine de la fondation « El Juli »